# 11296 Denzen
11296 Denzen (tên chỉ định: 1992 KA) là một tiểu hành tinh vành đai chính. Nó được phát hiện bởi Tsutomu Seki ở Geisei Observatory ở Kōchi, Kōchi Prefecture, Nhật Bản, ngày 24 tháng 5 năm 1992. Nó được đặt theo tên Aoudou Denzen, a Japanese painter thuộc Edo period.